# Minneapolis Bruins
Die Minneapolis Bruins waren ein US-amerikanisches Eishockeyfranchise der Central Hockey League aus Minneapolis, Minnesota.  

## Geschichte
Der Verein nahm zur Saison 1963/64 den Spielbetrieb in der neu gegründeten Central Professional Hockey League auf, in der sie das neue Farmteam der Boston Bruins aus der National Hockey League wurden. In den beiden Spielzeiten ihres Bestehens erreichte die Mannschaft jeweils den dritten Platz der regulären Saison und schied in den Playoffs um den Adams Cup jeweils in der ersten Runde aus.   
Zur Saison 1965/66 wurden die Minneapolis Bruins nach Oklahoma City, Oklahoma, umgesiedelt, und änderten ihren Namen in Oklahoma City Blazers. 

## Saisonstatistik
Abkürzungen: GP = Spiele, W = Siege, L = Niederlagen, T = Unentschieden, OTL = Niederlagen nach Overtime SOL = Niederlagen nach Shootout, Pts = Punkte, GF = Erzielte Tore, GA = Gegentore, PIM = Strafminuten
| Saison  | GP | W  | L  | T | OTL | SOL | Pts | GF  | GA  | Platz    | Playoffs                       |
| 1963–64 | 72 | 36 | 29 | 7 | —   | —   | 79  | 294 | 270 | 3., CPHL | Niederlage in der ersten Runde |
| 1964–65 | 70 | 36 | 27 | 7 | —   | —   | 79  | 239 | 193 | 3., CPHL | Niederlage in der ersten Runde |